# Regressão de memória
A regressão é um processo de recuperação de conteúdos que estão guardados no inconsciente do indivíduo. Isto pode ser feito por meio da hipnose clássica ou simplesmente por uma indução simples que leve a pessoa a entrar num estado de consciência alterado, e assim se permita resgatar aqueles conteúdos. Esse material que emerge do inconsciente pode se apresentar de forma simbólica ou ser relembrado como se fora um existência pregressa, com inclusive as memórias afetivas e sensoriais. Isso pode pode ser ou não acompanhado de uma catarse onde há uma liberação emocional muito grande com a percepção de insights.  Algumas pessoas tem mais dificuldade em aceitar o processo. São as pessoas muito racionais, comandadas pelo seu intelecto, ou as autoritárias, controladoras, acostumadas a mandar e não a obedecer.  Outras tem mais facilidade, seja por serem mais sugestionáveis ou por se entregarem mais ao processo.O papel do terapeuta é guiar o paciente durante o processo regressivo procurando tirar dele as melhores lições.

Para o psicólogo estadunidense Stephen Paul Adler, a técnica de regressão de memória permite conduzir o cliente de volta no tempo para alguma experiência com intuito de revivê-la (revivificação). Na revivificação, o cliente fica imerso na experiência, revivendo-a exatamente como ela aconteceu, ou conforme a lembrança do momento em que ocorreu. "A regressão de idade nos dá a oportunidade de viajar de volta no tempo para recuperar memórias esquecidas, ou para 'retrabalhar' antigas memórias no intuito de chegar a novas conclusões".
Pesquisas recentes com a memória revelaram que para as elaborações mentais como recordar, imaginar, fantasiar ou elaborar, são requisitadas as mesmas áreas do cérebro, ou seja, o lobo médio temporal e o pré-frontal esquerdo. Assim, segundo essas pesquisas, não há diferença entre recordar algo de fato ou imaginá-lo. Nossa mente não distingue quando vemos um objeto com os olhos abertos ou quando o estamos imaginando; para ela tudo é real.
"A recordação de uma vida passada implica um tipo de identificação profunda com uma personalidade interior ou secundária, uma identificação , que de fato envolve a imaginação, como todas as recordações , mas em seu sentido mais pleno"

## História
Os primeiros a tornarem público o uso terapêutico de vidas passadas e da regressão pré-natal, há poucos anos, foram o psiquiatra Denys Kelsey e sua mulher Joan Grant, que era clarividente. O trabalho foi inicialmente com grande ceticismo mas, aos poucos, tanto na Inglaterra como nos Estados Unidos, mais e mais hipnotizadores e psicoterapeutas - doutores Joe Keeton, Morris Netherton, Edith Fiore, para citar os mais conhecidos - Publicaram seus relatos de regressão terapêutica a vidas passadas e sua sólida convicção de que se trata da terapia mais completa e eficiente que conhecem. Saber se as histórias de vidas passadas são memórias verdadeiras - a visão literalista - ou apenas fantasias é uma questão que, sem dúvida, ainda vai continuar a ser debatida durante muitos anos . Em seu conjunto, as escolas psicanalíticas derivadas de Freud e Jung inclinaram-se para a visão da fantasia, enquanto os hipnoterapeutas tenderam mais para a ideia de que estas histórias literalmente aconteceram.